# Paddel
För andra betydelser, se Paddel (olika betydelser).

Paddling med enkelpaddel

Med en paddel driver man kajaker, kanadensare, drakbåtar med mera. Den hålls med båda händerna och är till skillnad från åror inte fäst i farkosten. Enkelpaddlar med blad i ena änden används till kanadensare och drakbåtar, dubbelpaddlar används i kajaker.

## Typer av dubbelpaddlar
- Den traditionella arktiska paddeln ("grönlandspaddel") har ett mycket kort skaft (eller lom) som mer eller mindre steglöst övergår i långa smala blad (sällan mer än 8–9 cm breda) som oftast ligger i samma plan (ovinklade). De tillverkades av drivved, oftast ceder, gran eller fur och utvecklades under några hundra år till mångsidiga redskap för att hantera kajaker i olika sammanhang.

- Den europeiska paddeln har korta breda blad, raka eller vinklade i 45–90 grader mot varandra och är standardpaddeln i de flesta sammanhang. De ger mer grepp i vattnet än de smala arktiska och används därför i forspaddling, där det finns behov att utveckla mycket stor kraft i korta accelerationer och manövrar. Tidigare användes de också i sprint- och maratontävlingar men ersattes på 80-talet av vingpaddlar. Görs bland annat i trä, nylon, termoplast, glas- och kolfiber med mera. Det finns idag också hybrider mellan dessa och de traditionella paddlarna, med längre smalare blad.

- Vingpaddeln är en svensk uppfinning från mitten av 1980-talet, med Stefan Lindeberg och Leif Håkansson som upphovsmän.[1] Vingpaddelns blad har en hydrodynamiskt effektiv profil, och genom att den inte förs parallellt med kajakens sida utan snett utåt skapas en lyftkraft (liksom med en flygplansvinge) som ökar paddelns effektivitet i vattnet. När vingpaddeln introducerades förbättrades tiderna generellt med ett par procent. Det krävs styrka och bra teknik för att utnyttja en vingpaddel optimalt. Många långfärds- och havspaddlare har också börjat använda vingpaddel, vilket inneburit att det börjar komma vingpaddlar med mjukare skaft och mindre bladyta, som passar för tyngre kajaker och mindre vältränade paddlare.